# Josef Plojhar
Josef Plojhar (ur. 2 marca 1902 w Czeskich Budziejowicach, zm. 5 listopada 1981 w Pradze) – czechosłowacki ksiądz rzymskokatolicki i polityk, przywódca Czechosłowackiej Partii Ludowej w okresie reżimu komunistycznego.
Wywodził się z rodziny o czesko-niemieckim pochodzeniu, jednak zadeklarował się jako Czech. W latach 1913–1921 studiował w niemieckim gimnazjum w Czeskich Budziejowicach, skąd przeszedł do seminarium duchownego, a w 1925 został wyświęcony na księdza. W latach 1931–1938 redagował pismo parafialne „Farní věstník pro České Budějovice a okolní osady”, w 1939 przeniesiony do Rudolfova, gdzie był aresztowany przez Niemców i do 1945 więziony w obozach koncentracyjnych w Buchenwaldzie i Dachau. Po wyzwoleniu krótko służy jako kapłan w katedrze w Czeskich Budziejowicach.
Już przed wojną członek Partii Ludowej. Jako bojownik antyfaszystowski wybrany w 1945 przewodniczącym ludowców w kraju południowoczeskim, a także posłem (mandat sprawował aż do śmierci w 1981). Według doniesień agentów StB (czeskiej bezpieki) – człowiek lekkomyślny, lubiący wypić i towarzystwo młodych kobiet, jako ksiądz mało pobożny, zna kilka języków, miał romans z żoną oficera.
Był gorliwym współpracownikiem reżimu komunistycznego, co umożliwiło mu objęcie w 1951 funkcji prezesa Czechosłowackiej Partii Ludowej, którą sprawował do 1968. W latach 1948–1968 był czechosłowackim ministrem zdrowia (najdłużej sprawujący urząd minister czechosłowacki). W 1957 przygotował projekt ustawy liberalizującej dostęp do aborcji.
Arcybiskup Josef Beran nałożył na Plojhara ekskomunikę, której mimo ostrego nacisku władz komunistycznych nigdy nie odwołał.
Jego nazwisko używane jest w czeskim środowisku katolickim jako synonim renegata i zdrajcy.
W 1948 otrzymał Order Odrodzenia Polski I klasy.